# میستریتسه
میستریتسه (به چکی: Mistřice) یک منطقهٔ مسکونی در جمهوری چک است که در ناحیه اوهرسکه هرادیشتی واقع شده‌است. میستریتسه ۱۰٫۰۱ کیلومتر مربع مساحت و ۱٬۱۵۵ نفر جمعیت دارد و ۲۶۵ متر بالاتر از سطح دریا واقع شده‌است.